# Bourse ischiatique du muscle grand glutéal
La bourse ischiatique du muscle grand glutéal (ou bourse séreuse ischiatique du muscle grand fessier) est une bourse synoviale du membre inférieur située au niveau de la cuisse.

## Description
La bourse ischiatique du muscle grand glutéal est située entre le muscle grand glutéal et la tubérosité ischiatique.